# Repalle
Repalle är en ort i Indien.   Den ligger i distriktet Guntūr och delstaten Andhra Pradesh, i den södra delen av landet, 1 500 km söder om huvudstaden New Delhi. Repalle ligger 8 meter över havet och antalet invånare är 42 967.
Terrängen runt Repalle är mycket platt. Runt Repalle är det tätbefolkat, med 297 invånare per kvadratkilometer. Repalle är det största samhället i trakten. Trakten runt Repalle består till största delen av jordbruksmark.